# 520 г. пр.н.е.

## Събития

### В Азия

#### В Персийската империя
- Цар на Персийската (Ахеменидска) империя e Дарий I (522 – 486 г. пр.н.е.).[1]
- Вероятно около тази година Дарий нарежда да се направи Бехистунския надпис.[2]

### В Европа
- В Гърция се провеждат 65-тe Олимпийски игри:
  - Победител в дисциплината бягане на разстояние един стадий става Анох от Тарент.[3]
  - Добавено е състезание по бягане в пълна броня, в което победител става Дамарет от Херая.[3]
  - Състезанието по борба при мъжете е спечелено от Милон от Кротоне за четвърти път след 532, 528 и 524 г. пр.н.е..[4]
  - Състезанието по бокс е спечелено от Главк от Каристос.[4]
- Хипий и Хипарх са тирани в Атина.[5]
- Около тази година Клеомен (ок. 520 – 490 г. пр.н.е.) е избран за цар на Спарта.[6]

## Родени
- Кратин, древногръцки поет на комедии (умрял 423 г. прн.е.)